# Antas dos Saragonheiros
Koordinaten: 39° 27′ 10,4″ N, 7° 38′ 13″ W
Die Antas dos Saragonheiros (auch Anta dos Sarangonheiros 1 + 2 genannt) liegen westlich der Straße ER 18, südlich von Nisa bei Alpalhão im Distrikt Portalegre in Portugal.

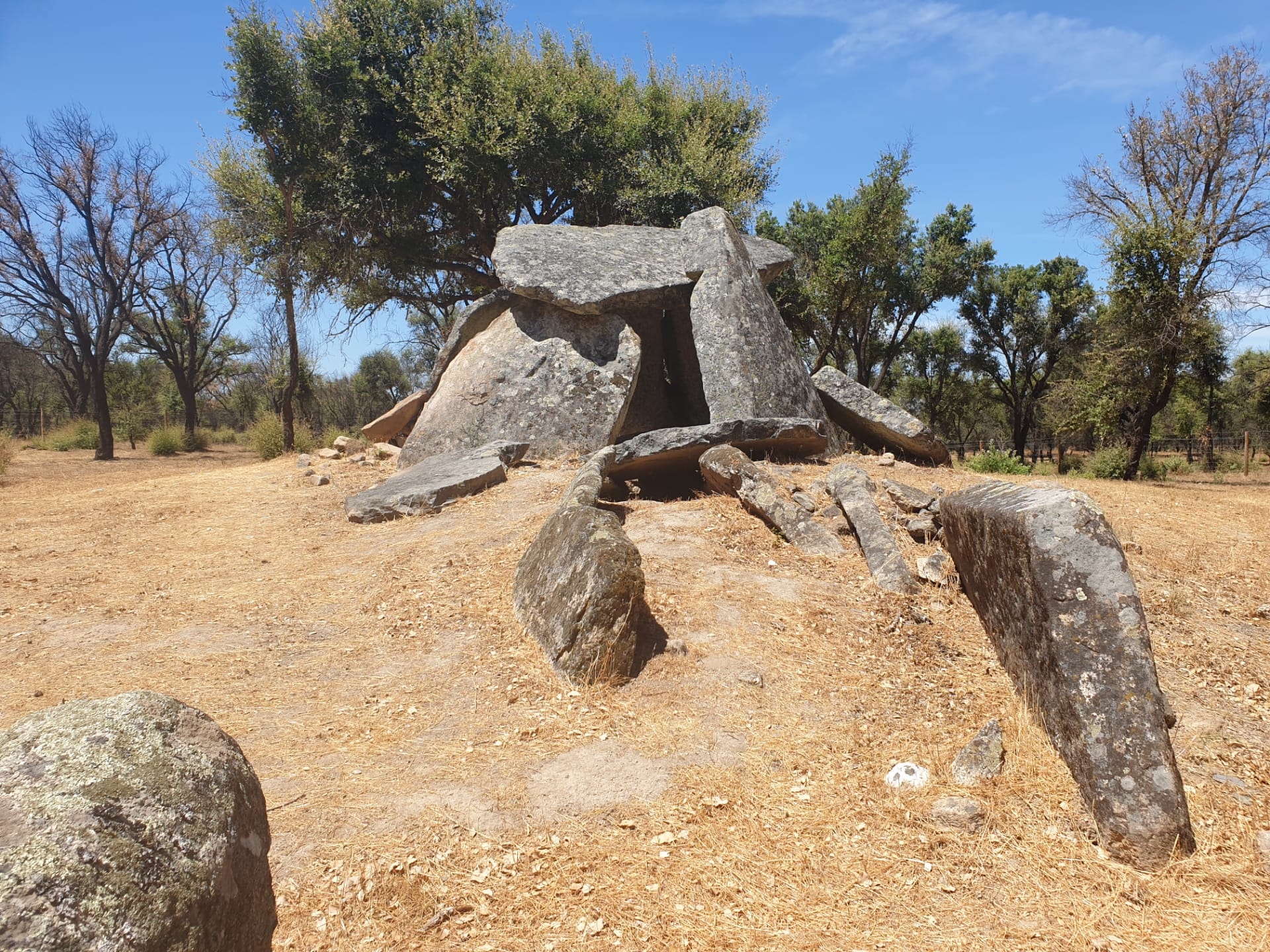
Anta I dos Saragonheiros

Die beiden Antas haben je eine polygonale Kammer, mit sieben in situ befindlichen Tragsteinen. Anta 1 hat einen langen ovalen, zentrierten Gang. Bei Anta 2 ist der Gang kürzer. Beide wurden im Chalkolitikum errichtet und sind noch nicht unter Schutz gestellt.
Zur Anta 1 gehört der Menhir von Saragonheiros, der am südöstlichen Ende des Ganges liegt. Er hat phallische Form und weist eine Fraktur in Längsrichtung auf. Es bestehen Zweifel, ob es sich um einen echten Menhir handelt, obwohl in einiger Entfernung auch der ähnlich aussehende Menhir do Patalou steht.
In der Nähe liegen auch die Antas de São Gens 1 + 2.